# 大追跡〜警視廳SSBC強行犯係〜
《大追跡〜警視廳SSBC強行犯係〜》是朝日電視台於2025年7月9日起播出的週三晚間九點刑事連續劇，由大森南朋、相葉雅紀、松下奈緒三人主演。
台灣由friDay影音、KKTV、Hami Video、MyVideo於2025年7月10日起跟播。

## 登場人物

### 主要人物
- 伊垣修二：大森南朋

隸屬於警視廳刑事部SSBC（搜查支援分析中心）強行犯係。負責機動分析。凛太郎的指導者。曾是搜查一課的刑警，3年前因發生問題被調至SSBC。
- 名波凛太郎：相葉雅紀

隸屬於SSBC強行犯係。負責機動分析。曾是外資系證券公司的基金經理。於「國家公務員綜合職中途採用試驗」中合格進入警察廳。之後被調派至警視廳SSBC強行犯係。單身未婚。伯父是前警察廳長官、現任內閣官房長官。
- 青柳遙：松下奈緒

警視廳搜查一課的主任。與伊垣曾經是夫妻，兩人之間有一位13歲女兒。

### SSBC強行犯係
- 木澤理：伊藤淳史[2]

負責情報分析。專長是犯罪側寫。
- 小山田勝也：高木雄也（Hey! Say! JUMP）[2]

負責機動分析。
- 城慎之介：野村康太[2]

負責機動分析。
- 光本彩香（光本さやか）：足立梨花[2]

負責技術支援，解析手機、電腦。
- 仁科瑠美：丸山禮（日语：丸山礼）[2]

負責情報支援，解析影像、臉部辨識。
- 葛原茂：光石研[3]

係長。

### 搜查一課
- 八重樫雅夫：遠藤憲一[3]

搜查一課長。
- 佐倉大：本田大輔（日语：本田大輔）

青柳班刑警。
- 中津川一樹：宮地真史（日语：宮地真史）

青柳班刑警。

### 機動搜查隊
- 源晉太郎：矢柴俊博（日语：矢柴俊博）

機動搜查隊員。
- 澤村伸吾：渡邊圭介（日语：ワタナベケイスケ）

機動搜查隊員。源的部下。

### 東京中央電視台
- 清水琴音：水嶋凜（日语：水嶋凜）

報道部記者。

### 內閣
- 久世俊介：佐藤浩市[3]

內閣官房長官。前警察廳長官。凛太郎的伯父。

## 製作團隊
- 劇本：福田靖
- 配樂：澤田完
- 主題曲：DREAMS COME TRUE「BEACON」（DCT records / UNIVERSAL SIGMA）[4]
- 總監製：服部宣之（日语：服部宣之）（朝日電視台）
- 監製：黑田徹也
- 製作人：藤崎繪三（朝日電視台）、目黑正之（東映）
- 導演：田村直己、豐島圭介（日语：豊島圭介）、小松隆志（日语：小松隆志）
- 制作：朝日電視台、東映

## 播出日期
- 第1話加長6分鐘（21:00 - 22:04）。

| 各集                                     | 播出日期 | 日文標題 | 中文標題（friDay影音） | 導演     | 收視率 |
| ---------------------------------------- | -------- | -------- | ---------------------- | -------- | ------ |
| 第1話                                    | 7月09日  |          | 鏡頭下的殺意           | 田村直己 | 9.7%   |
| 第2話                                    | 7月16日  |          | 強襲命令               | 豐島圭介 | 8.6%   |
| 第3話                                    | 7月23日  |          | 母親的憤怒             | 豐島圭介 | 8.3%   |
| 第4話                                    | 7月30日  |          | 預測犯罪               | 田村直己 | 8.1%   |
| 第5話                                    | 8月06日  |          | 11秒的空白             | 田村直己 | 8.4%   |
| 第6話                                    | 8月13日  |          | 綁架遊戲               | 小松隆志 | 8.3%   |
| （收視率由Video Research於關東地區統計） |          |          |                        |          |        |

## 外部連結
- 官方网站（日語）
  - 大追跡〜警視廳SSBC強行犯係〜的X（前Twitter）
  - 大追跡〜警視廳SSBC強行犯係〜的Instagram帳戶

| 日本 朝日電視台 週三晚間九點刑事連續劇       | 日本 朝日電視台 週三晚間九點刑事連續劇          | 日本 朝日電視台 週三晚間九點刑事連續劇 |
| -------------------------------------------- | ----------------------------------------------- | -------------------------------------- |
|                                              | 大追跡〜警視廳SSBC強行犯係〜 （2025年7月9日－） |                                        |
| 特搜9 final season （2025年4月9日－6月11日） | —                                               |                                        |